# Juan Gimeno
Juan Gimeno Guillamón (* 20. Mai 1913 in Barcelona; † 5. Mai 1998 ebenda) war ein spanischer Radrennfahrer und nationaler Meister im Radsport.

## Sportliche Laufbahn
Gimeno war Straßenradsportler. 1945 siegte er in der nationalen Meisterschaft im Straßenrennen der Berufsfahrer. Er gewann 1940 die Vuelta a Mallorca und 1942 den Gran Premio Vittoria. Etappensiege holte er in der Marokko-Rundfahrt 1939, in der Vuelta a Mallorca, in der Vuelta a Cantabria, im Circuito del Norte 1940 und 1941, im Gran Premio Vittoria 1942 und 1943, in der Katalonien-Rundfahrt 1945 und in der Vuelta a España 1945, die er als Dritter beendete.
Zweite Plätze belegte Gimeno im Eintagesrennen Trofeo Masferrer 1940 sowie in der Katalonien-Rundfahrt 1945 hinter Bernardo Ruiz.
In der Tour de France 1937 schied Gimeno aus. Die Vuelta a España bestritt Gimeno siebenmal. Er wurde 1935 13., 1942 4., 1945 3. und 1948 13. 1941, 1946 und 1947 schied er aus.